# Granvin
Granvin er en tidligere kommune på nordsiden af Hardangerfjorden i det tidligere Hordaland fylke i Norge. Kommunen grænser i øst til Ulvik, i syd til Ullensvang, Kvam i vest og i nord til Voss.
1. januar 2020 blev Voss og Granvin kommuner slået sammen med det officielle navn Voss herad.

## Geografi
Granvinsfjorden der er en sidefjord til Hardangerfjorden, skærer sig ind mod nordøst. Granvinsvatnet ligger 24 moh. Espelandsdalen går østover til Ulvik. Granvinelven danner det 120 m høje vandfald Skjervefossen.
Byen Granvin havde i 2012 437 indbyggere.

## Historie
Granvin blev en selvstændig kommune i 1891, da kommunen blev udskilt fra Ulvik kommune. Det første navnet var Graven kommune, men i 1898 blev navnet ændret til Granvin.